# Konkordat hiszpański 1953
Konkordat hiszpański z 1953 – umowa międzynarodowa, regulująca stosunki państwa hiszpańskiego ze Stolicą Apostolską, zawarta między generałem Francisco Franco i papieżem Piusem XII 27 sierpnia 1953. 
Jako pretekst do zatwierdzenia nowego konkordatu posłużyła Franco mijająca w 1951 roku setna rocznica ostatniej umowy państwa hiszpańskiego ze Stolicą Apostolską. Konkordat z 1953 roku pozostawał obowiązującym do czasu podpisania w 1978 roku nowej konstytucji, która ponownie ustanowiła odrębność państwa i Kościoła.

## Reżim Franco a Kościół
Skrajnie prawicowy reżim gen. Francisco Franco był silnie związany z Kościołem Katolickim. Generał zaraz po objęciu władzy w 1939 zniósł ówcześnie obowiązujący konkordat i od samego początku planował ustanowienie nowego. To postawa Watykanu, odczuwającego jeszcze ciężar wcześniejszych umów Stolicy Apostolskiej z Hitlerem i Mussolinim, kazała czekać Franco aż do 1953 roku.

## Postanowienia  i znaczenie konkordatu
Konkordat potwierdzał ścisłe relacje państwa z Kościołem, pełne uznanie Kościoła Katolickiego jako obowiązującego w Hiszpanii.
Przywracał klerowi wszelkie przywileje zniesione przez wcześniejsze, liberalne rządy. Kościół został także zwolniony od jakiejkolwiek cenzury w literaturze, a grupy katolickie zostały uprawnione do nieograniczonych działań na terenie Hiszpanii. Co ważne, przywrócono również prawo głowy państwa do mianowania biskupów oraz ważność małżeństw kościelnych.
W następstwie konkordatu zaszły również poważne zmiany w granicach obszarów podległych jednej diecezji.